# Ein ganz gewöhnlicher Tag
Ein ganz gewöhnlicher Tag (bengalisch এক দিন প্রতিদিন ek din pratidin) ist ein indischer Spielfilm von Mrinal Sen aus dem Jahr 1979. Er entstand nach der 1975 veröffentlichten Kurzgeschichte Abirata Chenamukh von Amalendu Chakraborty.

## Handlung
Die siebenköpfige Familie Sengupta lebt in Kolkata in einem ehemaligen herrschaftlichen Haus mit großem Innenhof, das als Mehrparteienmietshaus genutzt wird. Sie gehören zur Mittelschicht, sind jedoch nach der Pensionierung des Vaters vom Einkommen der 25-jährigen ältesten Tochter Chinu abhängig. Die Rente des Vaters reicht nur für die Miete, die beiden jüngsten Geschwister Jhunu und Poltu gehen noch zur Schule, die mittlere Schwester Minu geht aufs College, die Mutter ist Hausfrau und der älteste Bruder Topu ist arbeitslos.
Eines Abends kommt Chinu nicht zur gewohnten Zeit von der Arbeit nach Hause. Zunächst glaubt die Familie, dass sie Überstunden machen muss. Jedoch als die mittlere Schwester Minu im Büro anruft, nimmt dort niemand mehr ab. Da Chinu bereits seit mehr als einer Stunde überfällig ist, geht der Vater zur Straßenbahnhaltestelle, an der Chinu ankommen muss, und wartet. Da sie auch mit der letzten Straßenbahn des Tages nicht ankommt, kehrt er noch besorgter als zuvor nach Hause zurück.
Unter den anderen Hausbewohnern ist nicht unbemerkt geblieben, dass die Senguptas ihre Tochter vermissen. Es spricht sich schnell im ganzen Haus herum. Die meisten Mieter finden das Fernbleiben der jungen Frau skandalös, machen giftige Bemerkungen und sind neugierig. Nur wenige wie Shyamal zeigen echte Besorgnis.
Chinus ältester Bruder fährt mit seinem Freund Amol zur nächsten Polizeistation, um eine Vermisstenanzeige zu machen. Auf Empfehlung des Polizisten fahren sie vorsorglich weiter zum Leichenschauhaus, wo die Schwester aber nicht ist. Der Polizist kommt inzwischen zu einem Hausbesuch zu den Senguptas und befragt Minu zu Aussehen, Kleidung und körperlichen Merkmalen der Vermissten. Er gibt ihnen den Hinweis, dass eine junge Frau im Zustand einer frühen Schwangerschaft und mit ähnlicher Kleidung von einem Zug gesprungen ist. Sie liegt mit schweren Verletzungen in einem örtlichen Krankenhaus. Der Vater fährt mit dem Nachbarn Shyamal zum Krankenhaus und auch Topu und Amol treffen dort ein. Die Selbstmordpatientin verstirbt, doch zu ihrer Erleichterung stellt sich heraus, dass es nicht Chinu war.
Zermürbt sitzt die Familie in der Nacht zusammen, als Minu feststellt, dass keiner in der Familie sich um Chinus Leben gesorgt hat und alle nur auf ihren Vorteil durch Chinus finanzielle Unterstützung bedacht waren. Als Chinu am frühen Morgen nach Hause kommt, wird sie von ihrer Familie vorwurfsvoll und misstrauisch beäugt. Den Grund ihres Wegbleibens nennt sie nicht und auch die anderen fragen zu ihrer Verwunderung nicht nach, wo sie die vergangene Nacht gewesen ist. Der Vermieter drängt den Vater so schnell wie möglich auszuziehen, denn sein Haus sei ein Haus für anständige Leute.

## Auszeichnungen
Der Film wurde mit drei National Film Awards für die beste Regie, den besten Schnitt und als bester Film in Bengalisch ausgezeichnet. Er wurde zudem im Wettbewerb der Filmfestspiele von Cannes 1980 gezeigt.

## Kritiken
Das Lexikon des internationalen Films sieht in dem Film eine „sorgfältig inszenierte, einfühlsame Beschreibung der Existenzprobleme einer Bevölkerung, deren tradierte soziale Normen nicht mehr mit der realen sozialen und ökonomischen Situation in Deckung zu bringen sind“.